# District de Kamitsuga
Le district de Kamitsuga (上都賀郡, kamitsugagun) était un district (郡, gun) de la préfecture de Tochigi, dissout le 1er octobre 2011. 

## Anciennes municipalités
- Ashio, aujourd'hui partie de la ville de Kanuma,
- Awano, aujourd'hui partie de la ville de Nikkō,
- Nishikata, aujourd'hui partie de la ville de Tochigi.